# 三澤徹晃
三澤 徹晃（みさわ てつあき、1999年1月28日 - ）は、埼玉県出身のサッカー選手。ポジションはFW。

## クラブ歴
広島県瀬戸内高等学校から神奈川大学に進学し、在学中は神奈川県大学サッカーリーグ1部と関東大学サッカーリーグ2部でプレーした。
卒業後の2021年6月にモンゴル・ナショナルプレミアリーグ所属のBCHライオンズに加入し選手となった。同シーズンに16試合17得点をあげて得点王に輝いた。
同年12月にバングラデシュ・プレミアリーグのムクティジョダ・サングサッドKCへの移籍が発表された。翌年2月25日の試合で移籍後初得点を記録し、チームの2021-22シーズン初勝利の立役者となった。
同年夏にIリーグのスディーヴァ・デリーFCに完全移籍。11月26日に移籍後初得点を記録した。
2023年6月、カンボジア・リーグのティフィ・アーミーFCへの完全移籍が発表された。